# Castelo de Huntingdon

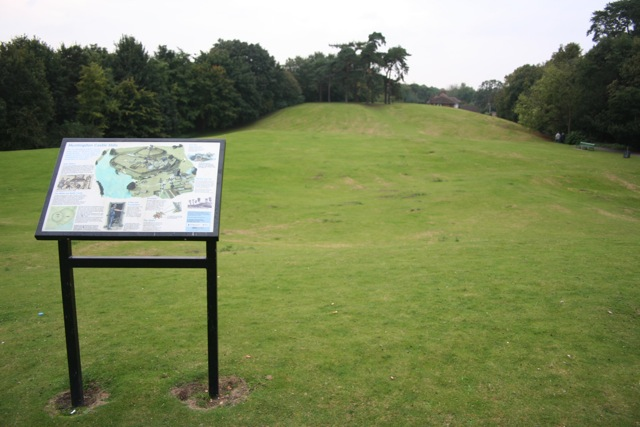
Colina do Castelo de Huntington.

Castelo de Huntingdon situava-se na cidade de Huntingdon em Cambridgeshire.
Em 1068 um castelo normando de mota e fortificação foi construído por Guilherme, o Conquistador. Durante a Anarquia, o castelo foi mantido por David, Rei da Escócia através de seu casamento com Matilde, 2.ª Condessa de Huntingdon. Ele apoiou a Imperatriz Matilde em uma batalha de sucessão e o castelo foi muito danificado nesta época. No entanto, quando a sucessão foi liquidada, o filho de David Henrique prestou homenagem ao rei Estêvão, que por sua vez deu-lhe a cidade de Huntingdon, além do castelo.
Por 1173 o castelo ainda foi realizada pelos reis da Escócia, na época por Guilherme o Leão. Ele havia do lado de Henrique, o filho rebelde de Henrique II, durante a Revolta de 1173-1174, e o castelo foi cercado por Ricardo de Luci. O cerco foi tomado por Simão de St. Lis mas não terminaria até que Henrique II (que havia acabado de realizar a penitência no túmulo de Tomás Becket) chegasse em Huntingdon. O cerco terminou no dia seguinte e Henrique, então, ordenou que o castelo fosse desmontado.
Partes do castelo que permanecem, incluindo a capela, e sua propriedade passou por uma série de mãos. O castelo foi refortificado durante a Guerra Civil. Por um tempo serviu como prisão do condado e, posteriormente, um moinho de vento foi erguido no monte do castelo. Nada resta do castelo em si, embora o local seja um antigo monumento programado.